# Бахія Мухтассен
Бахія Мухтассен (нар. 23 серпня 1979) — колишня марокканська тенісистка.
Найвищу одиночну позицію світового рейтингу — 139 місце досягла 24 червня 2002, парну — 143 місце — 4 листопада 2002 року.
Здобула 11 одиночних та 9 парних титулів туру ITF.
Завершила кар'єру 2007 року.

## Фінали ITF
| турніри $100,000 |
| турніри $75,000  |
| турніри $50,000  |
| турніри $25,000  |
| турніри $10,000  |

### Одиночний розряд (11–8)
| Результат | Ранг | Дата              | Турнір                 | Покриття   | Суперниця                  | Рахунок            |
| Перемога  | 1.   | 3 серпня 1997     | Рабат, Марокко         | Ґрунт      | Хулія Карбальяль-Фернандес | 6–2, 6–0           |
| Перемога  | 2.   | 26 жовтня 1997    | Сеута, Іспанія         | Тверде     | Ана Салас Лосано           | 6–2, 2–6, 7–5      |
| Перемога  | 3.   | 17 травня 1998    | Тортоса, Іспанія       | Ґрунт      | Патрісія Азнар             | 7–6, 6–2           |
| Поразка   | 4.   | 1 червня 1998     | Сеута, Іспанія         | Ґрунт      | Хісела Рієра               | 5–7, 6–2, 2–6      |
| Перемога  | 5.   | 26 липня 1998     | Рабат, Марокко         | Ґрунт      | Ніна Шварц                 | 5–7, 6–1, 6–1      |
| Поразка   | 6.   | 21 вересня 1998   | Бухарест, Румунія      | Ґрунт      | Анна Фелденьї              | 4–6, 4–6           |
| Перемога  | 7.   | 30 листопада 1998 | Каїр, Єгипет           | Ґрунт      | Ніно Луарсабішвілі         | 3–6, 6–3, 6–2      |
| Перемога  | 8.   | 1 листопада 1999  | Аїн Сохна, Єгипет      | Ґрунт      | Сандра Мартинович          | 1–6, 6–4, 6–0      |
| Перемога  | 9.   | 30 квітня 2000    | Таланс, Франція        | Тверде     | Анн-Лор Ейтц               | 7–6(7–4), 7–6(7–2) |
| Поразка   | 10.  | 28 травня 2000    | Гімарайнш, Португалія  | Тверде     | Кіра Надь                  | 0–6, 7–5, 6–7(4–7) |
| Поразка   | 11.  | 1 липня 2001      | Фонтанафредда, Італія  | Ґрунт      | Єлена Костанич-Тошич       | 4–6, 3–6           |
| Поразка   | 12.  | 30 жовтня 2001    | Болтон, Англія         | Тверде (i) | Ельс Калленс               | 6–4, 4–6, 1–6      |
| Перемога  | 13.  | 5 листопада 2001  | Каїр, Єгипет           | Ґрунт      | Габріела Волекова          | 1–6, 6–3, 7–5      |
| Поразка   | 14.  | 16 червня 2002    | Градо, Італія          | Ґрунт      | Едіна Галловіц-Халл        | 3–6, 3–6           |
| Перемога  | 15.  | 3 квітня 2004     | Рабат, Марокко         | Ґрунт      | Саня Мірза                 | 6–2, 7–5           |
| Перемога  | 16.  | 18 квітня 2004    | Біарриц, Франція       | Ґрунт      | Лаура Поус Тіо             | 6–4, 7–6(7–4)      |
| Поразка   | 17.  | 30 травня 2004    | Тунляо, КНР            | Тверде     | Лі На                      | 4–6, 6–2, 6–7(5–7) |
| Поразка   | 18.  | 15 серпня 2004    | Мартіна-Франка, Італія | Тверде     | Тімеа Бачинскі             | 4–6, 4–6           |
| Перемога  | 19.  | 5 вересня 2004    | Местре, Італія         | Ґрунт      | Мішелль Герардс            | 6–1, 6–0           |

### Парний розряд (9–7)
| Результат | Ранг | Дата              | Турнір             | Покриття   | Партнерка                  | Суперниці                                  | Рахунок            |
| Перемога  | 1.   | 4 серпня 1996     | Казерта, Італія    | Ґрунт      | Марілле Брюенс             | Інґа Берчманн Жуана Педрозу                | 6–4, 6–4           |
| Перемога  | 2.   | 5 серпня 1996     | Карфаген, Туніс    | Ґрунт      | Марілле Брюенс             | Сандрін Буйо Селіма Сфар                   | w/o                |
| Перемога  | 3.   | 3 серпня 1997     | Рабат, Марокко     | Ґрунт      | Надіне ван де Валле        | Brigitte Loogen Лусі Макдоналд             | 6–3, 6–3           |
| Перемога  | 4.   | 30 листопада 1998 | Каїр, Єгипет       | Ґрунт      | Ніно Луарсабішвілі         | Сабіна Да Понте Наталі В'єрін              | 7–5, 6–3           |
| Перемога  | 5.   | 7 грудня 1998     | Ісмаїлія, Єгипет   | Ґрунт      | Ніно Луарсабішвілі         | Ліляна Манушевич Габріела Волекова         | 6–3, 6–3           |
| Поразка   | 6.   | 1 листопада 1999  | Аїн Сохна, Єгипет  | Ґрунт      | Зузанне Філіпп             | Сабіна Да Понте Сільвія Уріцкова           | 3–6, 5–7           |
| Поразка   | 7.   | 4 червня 2001     | Галатіна, Італія   | Ґрунт      | Андрея Ехрітт-Ванк         | Ванесса Менга Даллі Рандріантефі           | 6–3, 0–6, 5–7      |
| Перемога  | 8.   | 30 жовтня 2001    | Болтон, Англія     | Тверде (i) | Марія Головизніна          | Сандра Начук Драгана Зарич                 | 6–4, 6–3           |
| Поразка   | 9.   | 1 квітня 2002     | Дубай, ОАЕ         | Тверде     | Анжелік Віджайя            | Седа Норландер Кірстін Фрає                | 2–6, 4–6           |
| Поразка   | 10.  | 9 червня 2002     | Галатіна, Італія   | Ґрунт      | Сільвія Плішке             | Едіна Галловіц-Халл Андрея Ехрітт-Ванк     | 3–6, 2–6           |
| Поразка   | 11.  | 8 червня 2003     | Галатіна, Італія   | Ґрунт      | Андрея Ехрітт-Ванк         | Аранча Парра Сантонха Марія Емілія Салерні | 0–6, 6–7(6–8)      |
| Поразка   | 12.  | 5 жовтня 2003     | Казерта, Італія    | Ґрунт      | Роса Марія Андрес Родрігес | Марет Ані Джулія Казоні                    | 5–7, 5–7           |
| Поразка   | 13.  | 5 грудня 2004     | Раанана, Ізраїль   | Тверде     | Іпек Шенолу                | Ципора Обзилер Шахар Пеєр                  | 3–6, 0–6           |
| Перемога  | 14.  | 28 травня 2005    | Кампобассо, Італія | Ґрунт      | Джулія Казоні              | Катарина Кашликова Ленка Тварошкова        | 6–0, 7–5           |
| Перемога  | 15.  | 12 травня 2006    | Рабат, Марокко     | Ґрунт      | Емілі Баке                 | Ралука Олару Марія Фернанда Альварес Теран | w/o                |
| Перемога  | 16.  | 4 червня 2006     | Тортоса, Іспанія   | Ґрунт      | Емілі Баке                 | Лаура Торп Ірене Ребергер Бескос           | 1–6, 6–4, 7–6(7–5) |

## Гра за національну збірну

### Кубок Федерації

#### Кубок Федерації (13–7)
| Участь у матчах груп            |
| ------------------------------- |
| Світова група (0–0)             |
| Плей-оф Світової групи (0–0)    |
| Світова група II (0–0)          |
| Плей-оф світової групи II (0–0) |
| Зона Європа/Африка (13–7)       |

| Матчів за покриттям |
| ------------------- |
| Тверде (0–0)        |
| Ґрунт (13–7)        |
| Трава (0–0)         |
| Килим (0–0)         |

| Матчів за розрядом     |
| ---------------------- |
| Одиночний розряд (6–1) |
| Парний розряд (7–6)    |

| Закритий/відкритий корт |
| ----------------------- |
| Закритий корт (0–0)     |
| Відкритий корт (13–7)   |

##### Одиночний розряд (6–1)
| Розіграш                                          | Стадія | Дата           | Місце               | Супротивник | Покриття | Суперниця         | W/L | Рахунок            |
| ------------------------------------------------- | ------ | -------------- | ------------------- | ----------- | -------- | ----------------- | --- | ------------------ |
| Кубок Федерації 1995 зона Європа/Африка, група II | Пул A  | 9 травня 1995  | Найробі, Кенія      | Греція      | Ґрунт    | Хрістіна Захаріду | L   | 2–6, 2–6           |
| Кубок Федерації 1995 зона Європа/Африка, група II | Пул A  | 11 травня 1995 | Найробі, Кенія      | Єгипет      | Ґрунт    | Shahira Tawfik    | W   | 6–2, 7–5           |
| Кубок Федерації 1995 зона Європа/Африка, група II | Пул A  | 12 травня 1995 | Найробі, Кенія      | Туніс       | Ґрунт    | Селіма Сфар       | W   | w/o *              |
| Кубок Федерації 1999 зона Європа/Африка, група II | Пул C  | 26 квітня 1999 | Мурсія, Іспанія     | Литва       | Ґрунт    | Галина Місюрьова  | W   | 6–4, 6–3           |
| Кубок Федерації 1999 зона Європа/Африка, група II | Пул C  | 28 квітня 1999 | Мурсія, Іспанія     | Кіпр        | Ґрунт    | Stephanie Kamberi | W   | 6–1, 6–4           |
| Кубок Федерації 1999 зона Європа/Африка, група II | Пул C  | 30 квітня 1999 | Мурсія, Іспанія     | Естонія     | Ґрунт    | Ілона Полякова    | W   | 6–4, 6–7(5–7), 6–1 |
| Кубок Федерації 2003 зона Європа/Африка, група II | Пул D  | 30 квітня 2003 | Ешторіл, Португалія | Мальта      | Ґрунт    | Sarah Wetz        | W   | 6–0, 6–0           |
| Кубок Федерації 2003 зона Європа/Африка, група II | Пул D  | 1 травня 2003  | Ешторіл, Португалія | Литва       | Ґрунт    | Кдіта Ляховічюте  | W   | 6–1, 7–6(7–2)      |

* Технічну поразку не враховано в загальній статистиці.

##### Парний розряд (7–6)
| Розіграш                                           | Стадія | Дата           | Місце               | Супротивник | Покриття | Партнерка         | Суперниці                                    | W/L | Рахунок            |
| -------------------------------------------------- | ------ | -------------- | ------------------- | ----------- | -------- | ----------------- | -------------------------------------------- | --- | ------------------ |
| Кубок Федерації 1995 зона Європа/Африка, група II  | Пул A  | 9 травня 1995  | Найробі, Кенія      | Греція      | Ґрунт    | Lamia Alami       | Хрістіна Пападакі Хрістіна Захаріду          | L   | 6–7(4–7), 1–6      |
| Кубок Федерації 1995 зона Європа/Африка, група II  | Пул A  | 10 травня 1995 | Найробі, Кенія      | Норвегія    | Ґрунт    | Хабіба Іфрах      | Mette Sigmundstad Molly Ulvin                | L   | 5–7, 6–7(3–7)      |
| Кубок Федерації 1995 зона Європа/Африка, група II  | Пул A  | 11 травня 1995 | Найробі, Кенія      | Єгипет      | Ґрунт    | Lamia Alami       | Mehry Shawki Shahira Tawfik                  | W   | 6–1, 6–0           |
| Кубок Федерації 1995 зона Європа/Африка, група II  | Пул A  | 12 травня 1995 | Найробі, Кенія      | Туніс       | Ґрунт    | Хабіба Іфрах      | Imen Ben Larbi Селіма Сфар                   | W   | w/o *              |
| Кубок Федерації 1999 зона Європа/Африка, група II  | Пул C  | 26 квітня 1999 | Мурсія, Іспанія     | Литва       | Ґрунт    | Мер'єм Ель Хаддад | Кдіта Ляховічюте Галина Місюрьова            | W   | 1–6, 6–2, 6–3      |
| Кубок Федерації 1999 зона Європа/Африка, група II  | Пул C  | 29 квітня 1999 | Мурсія, Іспанія     | Кенія       | Ґрунт    | Мер'єм Ель Хаддад | Флоренс Мбугуа Евелін Отула                  | W   | 6–0, 6–0           |
| Кубок Федерації 1999 зона Європа/Африка, група II  | Пул C  | 30 квітня 1999 | Мурсія, Іспанія     | Естонія     | Ґрунт    | Мер'єм Ель Хаддад | Марет Ані Лійна Суурварік                    | W   | 6–3, 2–6, 6–1      |
| Кубок Федерації 2003 зона Європа/Африка, група II  | Пул D  | 30 квітня 2003 | Ешторіл, Португалія | Мальта      | Ґрунт    | Муна Сабрі        | Ліза Каменцулі Кароль Кассар-Торреджані      | L   | 6–4, 1–6, 3–6      |
| Кубок Федерації 2003 зона Європа/Африка, група II  | Пул D  | 1 травня 2003  | Ешторіл, Португалія | Литва       | Ґрунт    | Хабіба Іфрах      | Кдіта Ляховічюте Ліна Станчюте               | L   | 4–6, 2–6           |
| Кубок Федерації 2012 зона Європа/Африка, група III | Пул A  | 17 квітня 2012 | Каїр, Єгипет        | Кенія       | Ґрунт    | Фатіха Берджане   | Каролін Одуор Veronica Osogo Nabwire         | W   | 6–1, 6–0           |
| Кубок Федерації 2012 зона Європа/Африка, група III | Пул A  | 18 квітня 2012 | Каїр, Єгипет        | Ірландія    | Ґрунт    | Фатіха Берджане   | Jennifer Claffey Лінсі Маккалоу              | L   | 7–6(7–5), 5–7, 2–6 |
| Кубок Федерації 2012 зона Європа/Африка, група III | Пул A  | 19 квітня 2012 | Каїр, Єгипет        | Мальта      | Ґрунт    | Фатіха Берджане   | Maria Giorgia Farrugia Sacco Elaine Genovese | W   | 6–1, 6–2           |
| Кубок Федерації 2012 зона Європа/Африка, група III | Пул A  | 20 квітня 2012 | Каїр, Єгипет        | Вірменія    | Ґрунт    | Фатіха Берджане   | Ані Амірагян Анна Мовсісян                   | W   | 7–6(7–5), 4–6, 6–1 |
| Кубок Федерації 2012 зона Європа/Африка, група III | ПОД    | 21 квітня 2012 | Каїр, Єгипет        | Литва       | Ґрунт    | Фатіма Ель Алламі | Юстіна Мікулскіте Ліна Станчюте              | L   | 4–6, 5–7           |

* Технічну поразку не враховано в загальній статистиці.